# Boļeslavs Sloskāns
Boļeslavs Sloskāns (ur. 31 sierpnia 1893, zm. 18 kwietnia 1981) – łotewski duchowny katolicki, wyświęcony na księdza w 1917, od 1926 biskup tytularny Cillium i administrator diecezji:mohylewskiej i mińskiej, w 1930 aresztowany i zesłany na Syberię. Zwolniony w 1933, od 1933 do 1944 mieszkał na Łotwie, od 1944 do śmierci w Belgii, od 1952 wizytator apostolski dla katolików białoruskich w Europie Zachodniej, w 2000 rozpoczął się jego proces beatyfikacyjny, a 20 grudnia 2004 został ogłoszony dekret o heroiczności cnót.